# Delta Force: Black Hawk Down
| Сводный рейтинг       | Сводный рейтинг | Сводный рейтинг | Сводный рейтинг |
| Издание               | Оценка          | Оценка          | Оценка          |
| Издание               | PC              | PS2             | Xbox            |
| --------------------- | --------------- | --------------- | --------------- |
| GameRankings          | 76,15 %         | 56,17 %         | 63,69 %         |
| Metacritic            | 76 %            | 58 %            | 61 %            |
| MobyRank              | 78 %            | 58 %            | 60 %            |
| Иноязычные издания    |                 |                 |                 |
| Издание               | Оценка          | Оценка          | Оценка          |
| Издание               | PC              | PS2             | Xbox            |
| 1UP.com               |                 |                 | D+              |
| Eurogamer             | 7/10            |                 |                 |
| G4                    | [ 14 ]          | [ 15 ]          | [ 15 ]          |
| GamePro               | 4,5/5           |                 |                 |
| GameSpot              | 5,6/10          | 5,7/10          | 5,7/10          |
| GameSpy               | [ 20 ]          | [ 21 ]          | [ 22 ]          |
| GameZone              |                 | 6/10            | 6,9/10          |
| IGN                   | 8,9/10          | 5,5/10          | 6,8/10          |
| Jeuxvideo.com         | 14/20           | 8/20            | 8/20            |
| TeamXbox              |                 |                 | 8/10            |
| Русскоязычные издания |                 |                 |                 |
| Издание               | Оценка          | Оценка          | Оценка          |
| Издание               | PC              | PS2             | Xbox            |
| Absolute Games        | 70 %            |                 |                 |
| PlayGround.ru         | 8/10            |                 |                 |
| «Страна игр»          | 6/10            |                 |                 |

Delta Force: Black Hawk Down (рус. Отряд Дельта: Падение Чёрного Ястреба) — компьютерная игра из серии Delta Force о спецподразделении военных сил США, разработанная и изданная компанией Novalogic в 2003 году. Игра повествует о миротворческой операции в Сомали в 1993 году.
В России игра локализована фирмой Snowball и издавалась фирмой 1С как Delta Force: Операция «Чёрный ястреб».

## Игровой процесс
По сравнению с предыдущими играми серии, Black Hawk Down претерпела множество изменений.
Большие пространства, дающие многочисленные тактические возможности, остались, но теперь маршрут, по которому игрок следует, задан строже — появилось множество скриптов, работающих только при последовательном движении по контрольным точкам. Больше внимания стало отводиться напарникам и воздушной поддержке, хотя поведение вертолетов более заскриптовано, чем в предыдущих играх серии, например, в Delta Force: Land Warrior. Количество противников было увеличено, что при сокращении площадей проведения операций, сблизило игру с жанром шутера.
Присутствует возможность управлять оружием, установленным на машинах и вертолётах. Также разработчиками был внедрён редактор для создания новых карт и модификаций.

## Сюжет
Вторая, после Task Force Dagger, игра в серии, которая основана на реальных событиях.
Повествование начинается в 1993 году в Сомали, когда ООН проводила операцию «Продолжение надежды».
Игра поделена на 16 миссий, 10 из которых охватывают период с февраля по октябрь 1993 года. 5 следующих заданий описывают события 3 и 4 октября и являются центральной частью сюжета.
Последняя миссия — уничтожение Мохамедда Фарах Айдида в 1996 году.
Также, впервые в серии игрок управляет не только бойцами спецподразделения «Дельта», но также солдатами из 75-го полка рейнджеров и 10-й горной дивизии.